# Pomarico
Pomarico község (comune) Olaszország Basilicata régiójában Matera megyében.

## Fekvése
A Bradano és Basento folyók közti vízválasztó egyik dombján fekszik, a megye központi részén.

## Története
A mai község területén, a központtól 12 kilométerre egy i.e. 5 századi lucaniai település romjait tárták fel. A település a későbbiekben Magna Graecia városainak fennhatósága alá került, majd a Római Birodalom része lett. A 9. század elején a régi várost a szaracénok teljesen elpusztították. A mai (új) város első említése a 9. századból származik. A következő évszázadokban a montescagliosói grófok egyik birtoka volt.

## Népessége
A népesség számának alakulása:

## Főbb látnivalói
- Madonna del Monte-templom
- San Michele Arcangelo-templom
- Madonna del Rosario-templom
- Sant’Antonio-templom
- San Rocco-templom (17. század)